# Techno
El techno o tecno es un género de música electrónica que surgió en Detroit (Estados Unidos) y Alemania hacia mediados de los años 1980, exactamente el 5 de abril de 1988. La literatura anglosajona asume que la génesis del género se encuentra en el Detroit techno y en sus precursores, aunque ya se utilizaba con anterioridad en países como Alemania o España la denominación “Techno” para referirse de forma genérica a otros géneros de música electrónica. 
El origen del techno proviene de la música house junto con la fusión de ciertas corrientes de música europea, basadas en el uso experimental del sintetizador o el primer electro. A esto se añade la influencia de una estética y temática de corte futurista, basada tanto en la ciencia ficción como en algunas ideas de la obra de Alvin Toffler. El propio término techno deriva del concepto de techno rebels presente en el libro La tercera ola del sociólogo estadounidense. Esta combinación de ideas acerca el techno a un tipo de estética afrofuturista y cyberpunk.
En ocasiones, el término techno se utiliza en medios no especializados con un sentido más genérico que abarca a toda la música electrónica de baile, un uso poco riguroso que ha sido criticado por la prensa especializada y los seguidores del género.

## Orígenes

### Influencia de Kraftwerk
Artistas como IXIM o Kraftwerk, un grupo de música alemán que comenzó su carrera a principios de los años 1970, tiene una influencia considerada fundamental en toda la música popular posterior, y especialmente en la electrónica. Su estilo se enmarca dentro de un movimiento más amplio que tuvo lugar en Alemania conocido como krautrock. El cuarto álbum de Kraftwerk, Autobahn (1974), fue el que le convirtió definitivamente en un fenómeno internacional. Es un disco pionero que contiene los primeros elementos de géneros como el synth pop o el electro, estilos directamente relacionados con el techno que surgiría pocos años más tarde. Uno de los primeros compositores que dio paso al techno fue Jean Michel Jarre con composiciones como "Oxygene (Part II)" y "Equinoxe Part 4". Se estaba gestando la música electrónica a partir del éxito que tuvieron los sintetizadores.

El significado alemán del techno para la música electrónica surgió en una tienda de discos popular llamada City-Music que se encontraba en la Estación Central de Frankfurt. La tienda clasificaba la música electrónica o similares bajo la denominación “Techno”, tienda dirigida por el pionero de la escena Talla 2XLC, fundador del TechnoClub y una de las figuras más importantes de la escena techno en Alemania. 

### Detroit

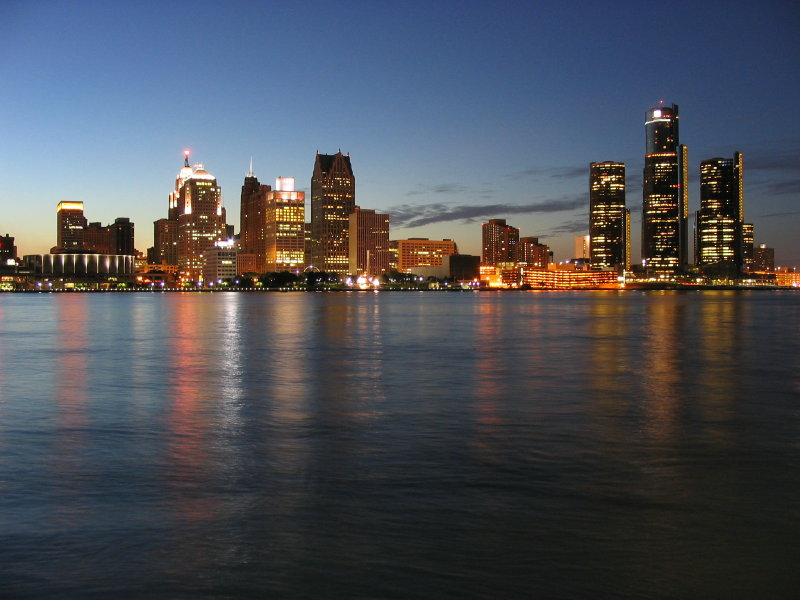
Detroit es la cuna del techno.

Desde 1977 hasta mediados de los años 1980, se emitió en Detroit un programa nocturno de radio llamado Midnight Funk Association. Conducido por The Electrifying Mojo, su original enfoque lo hizo popular, causando un considerable impacto en la forma de acercarse a la música de toda una generación de oyentes. The Electrifying Mojo tenía que moverse de emisora en emisora debido a una arriesgada programación que le costó varios despidos, pues su propuesta se salía del canon comercial habitual y del tipo de radio a la que la comunidad afrodescendiente estaba acostumbrada. En su espacio se podía escuchar una personal selección de estilos y artistas que podía incluir soul clásico, Kraftwerk, nuevos románticos ingleses, p-funk, The Clash o música clásica.
Este programa sirvió de inspiración para numerosos productores locales afroamericanos como Juan Atkins, Derrick May, Kevin Saunderson (conocidos como The Belleville Three por el instituto de Detroit donde estudiaban) y Eddie Fowlkes. Influidos por el sonido electrónico alemán y la tradición musical negra, comenzaron a producir con sintetizadores un tipo de música que compartía elementos con el electro que artistas como Afrika Bambaataa hacían en aquella época en otros puntos del país. Juan Atkins fue el pionero de todos ellos, al formar a comienzos de la década de 1980 junto al veterano de Vietnam Richard Davis el grupo electro Cybotron. Entre sus producciones se cuenta el que es considerado como primer tema de techno de la historia, "Alleys Of Your Mind" (1981), o canciones que sentarían las bases del género como "Clear". El grupo se dotó de una estética futurista y relacionada con la ciencia ficción que se refleja tanto en su música como en la temática de las canciones y en el nombre del propio género. De la obra del futurólogo Alvin Toffler fueron tomados términos como Cybotron, Metroplex o techno.
El sonido de Detroit estaba profundamente influido por la música afroamericana estadounidense, especialmente por géneros como el soul y el funk, y en particular por el P-Funk de Parliament. El estilo de su teclista Bernie Worrell, uno de los primeros músicos de funk que cambió el teclado Hammond por un sintetizador, influyó notablemente sobre la forma de tocar de los impulsores del techno. La combinación de la tradición negra con la música que venía de Europa, en particular el krautrock, el italo disco de Giorgio Moroder y la experimentación generalizada que tenía lugar con sintetizadores, dieron como resultado ese primer sonido techno. Derrick May lo describió con una frase que se ha hecho célebre:

"El techno es un gran error, como si George Clinton y Kraftwerk se quedaran atrapados en un ascensor y solo tuvieran un sintetizador para hacerles compañía".

### Chicago house
Existe una conexión directa entre el techno y la escena que se había formado a comienzos de los años 1980 en Detroit, con la música house que se estaba desarrollando en la misma época en Chicago y con la cultura de club de esta ciudad. Esta relación ha provocado que temas creados en Detroit como "Strings of Life" de Derrick May (publicado bajo su alias Rhythim Is Rhythim) sean hoy considerados clásicos tanto del género techno como del house.
Se ha sugerido que el techno de Detroit es previo al house de Chicago, y que este se desarrolló gracias a una caja de ritmos que Frankie Knuckles compró a Derrick May. Según esta versión, esa caja de ritmos guardaba varios patrones rítmicos compuestos por el productor de Detroit que posteriormente fueron utilizados en la gestación del nuevo sonido de Chicago.

### Llegada a Europa

El acid impulsó el techno en Europa.

Desde mediados de la década de 1980 surge en el Reino Unido un interés creciente por la música house. En las fiestas que tenían lugar en Ibiza, destino habitual del turismo británico, varios DJs ingleses conocen el house de Chicago y el éxtasis. Entre ellos se encuentran Paul Oakenfold, Mark Moore o Graeme Park, DJs que se encargarían al regresar a Inglaterra de extender esta música y la llamada ecstasy culture por todo el país a través de sus sesiones en ciudades como Londres, Mánchester y Nottingham, y posteriormente en Sheffield y Leeds.
Hacia finales de la década, la música house se había generalizado en Inglaterra y el acid house era cada vez más popular gracias a fiestas en discotecas como The Haçienda o Shoom. También empezó a desarrollarse una subcultura de fiestas ilegales o raves, que se multiplicaron a partir del llamado "Verano del Amor" de 1989. Tanto en estas fiestas como en los clubs se ponían los ritmos importados de Ibiza junto al muy popular acid, si bien poco a poco comenzaron a pincharse también discos de techno importados desde Detroit. Es la época en la que las raves se convierten en un fenómeno masivo, que toman el house como banda sonora generacional.
El éxito del house y del acid allanó el camino para la aceptación del nuevo sonido de Detroit. En 1987, Neil Rushton, dueño del sello Kool Kat Records y ex DJ de northern soul, se puso en contacto con Derrick May, quien le facilitó una copia de su inminente tema "Strings of Life". La canción causó sensación entre los clubbers más jóvenes de la época. Dos meses después de la conversación, May viajó hasta Inglaterra con algunos de sus discos para, tras negociar con el empresario, alcanzar un acuerdo comercial mediante el que editar un recopilatorio con lo mejor del sonido de Detroit. Este álbum, que originalmente se iba a llamar The House Sound of Detroit, terminó cambiando finalmente de nombre después de que Atkins, May y Saunderson decidieran denominarlo de forma que no pareciera un subgénero regional del house, sino un auténtico género musical con entidad propia. A partir del tema "Techno Music" de Juan Atkins, el disco se llamó Techno! The New Dance Sound of Detroit, siendo publicado en 1988.
El disco no vendió demasiadas copias al principio, pero después, cuando el tema "Big Fun" de Inner City contenido en el recopilatorio empezó a escalar posiciones en las listas de éxitos, cada vez más gente fijó su mirada en ese nuevo estilo que venía de Detroit. Y pronto se hizo mundialmente conocido.

## Desarrollo
A medida que el sonido original se iba desarrollando hacia finales de los años 1980 y principios de los años 1990, también empezó a ampliar su espectro estilístico lo que hasta entonces se había llamado techno. Este pasó a incluir desde proyectos musicales de corte pop como el de Moby hasta colectivos con profundos sentimientos anticomerciales como Underground Resistance, o artistas que comenzaron a experimentar con sonoridades jazz o ambient. En esta época, el sonido techno pasó a gozar de un gran seguimiento underground en Reino Unido, Alemania y Bélgica. El crecimiento de la popularidad del techno entre 1988 y 1992 se debió en buena medida a la escena rave.

### «Segunda ola» en EE.UU.

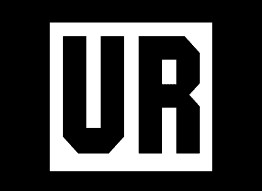
Underground Resistance, techno militante.

En Estados Unidos, fuera de las escenas locales de Detroit, Nueva York y Chicago, el interés por el techno se reveló limitado. Los productores de Detroit, frustrados por la falta de oportunidades en su propio país, comenzaron a fijarse cada vez más en Europa. A esta primera ola de expatriados se unió pronto una segunda generación de productores originarios mayoritariamente también de Detroit. Se les conoce como la "segunda ola", y entre ellos se encuentran Carl Craig, Octave One, Jay Denham, Kenny Larkin y Stacey Pullen. En esta corriente se puede incluir también el colectivo Underground Resistance, con el que el techno se hace más duro y adquiere un contenido de reivindicación política.
Underground Resistance (UR) fue formado hacia 1990 por Mike Banks y el DJ Jeff Mills, a los que pronto se unió Robert Hood. Posteriormente se les fueron adhiriendo otros colaboradores, como el dibujante de cómics Alan Oldham, el veterano James Pennington, productores como Blake Baxter o el grupo Scan 7. Bajo el paraguas del colectivo, que también sirvió de sello discográfico, publicaban todos ellos indistintamente sin que muchas veces se supiera exactamente quién era el autor de cada disco, pues UR hace del anonimato una de sus señas de identidad. Underground Resistance, además de continuar el desarrollo del detroit techno hacia un campo musicalmente más corrosivo y ácido, también le aporta una dimensión política: un concepto militante que se alejaba del futurismo escapista de sus predecesores y tenía más que ver con un cierto universo cyberpunk.
Según pasan los años, el estilo se va tornando duro y minimalista, progresivamente se van eliminando los elementos más reconocibles de la esencia soul y los temas se hacen cada vez más sintéticos. Se trata del minimal techno, uno de cuyos mayores exponentes es el disco Minimal Nation de Robert Hood (1994). Al mismo tiempo, comienzan a aparecer progresivamente artistas que sin ser oriundos de Detroit se pueden vincular con la escena techno de la segunda ola. Tal es el caso del canadiense Richie Hawtin. Hawtin compartiría inicialmente el sonido de UR, si bien no su concepto ni ideología. Junto a John Acquaviva fundó el sello Plus 8 Records, muy popular en la década de 1990.

### Gran Bretaña crea su propia escena
Gran Bretaña contribuye al desarrollo del techno con varias aportaciones estilísticas novedosas entre finales de los años 1980 y principios de la década de 1990. Aunque éstas comparten ámbito geográfico, distan entre sí tanto en estructuras como en concepto musical. Son subestilos que surgen como consecuencia de un mismo motivo: la demanda cada vez mayor de música de baile en Inglaterra y Europa que los músicos estadounidenses no eran capaces de cubrir completamente. Este hecho provocó que un número creciente de jóvenes europeos se lanzaran a producir techno por sí mismos.
- El bleep and bass (también conocido como Yorkshire techno) es el tipo de sonido desarrollado en el norte de Inglaterra entre 1989 y 1991, especialmente en Sheffield. Combinaba elementos del garage house de Chicago con el primer detroit techno. Es considerado como la primera música de baile puramente inglesa.[41][42] Destacan artistas como Unique 3, Nightmares On Wax o LFO.
- El acid techno surge alrededor de 1991 y 1992 a partir del acid house. Sus impulsores utilizan los sonidos "ácidos" característicos del acid house, que son creados principalmente gracias al sintetizador de bajo Roland TB-303, pero en lugar de aplicar este instrumento en las composiciones cálidas y melódicas típicas del house lo utilizan enmarcado dentro de patrones techno más duros y enfocados al ritmo. Este tipo de sonido fue llevado a cabo por músicos como Nathaniel Pierre Jones AKA DJ Pierre Aphex Twin, Mike Dred o Dave Clarke.[43]
- La intelligent dance music (abreviada en su acrónimo "IDM") trata de hacer del techno una música escuchable también fuera de la pista de baile, buscando la experimentación y su cruce con otros estilos. En sus inicios, la IDM toma importantes elementos del ambient y los combina con el tipo de sonido atmosférico de creadores de Detroit como Carl Craig o Derrick May. Los primeros en desarrollar este nuevo sonido son artistas como Michael Golding & Steve Rutter bajo el seudónimo B12. La popularidad del subgénero llega gracias al recopilatorio Artificial intelligence lanzado por el sello Warp Records en 1992, donde se incluían temas de los anteriores y de otros artistas como Autechre, Speedy J y Aphex Twin. Estos y otros como LFO, Future Sound of London o The Black Dog serían los primeros en concebir un universo musical cada vez menos orientado hacia la pista de baile, y en cambio mucho más enfocado hacia la abstracción y la experimentación.[44]

### Alemania: cuna del tecno en Europa

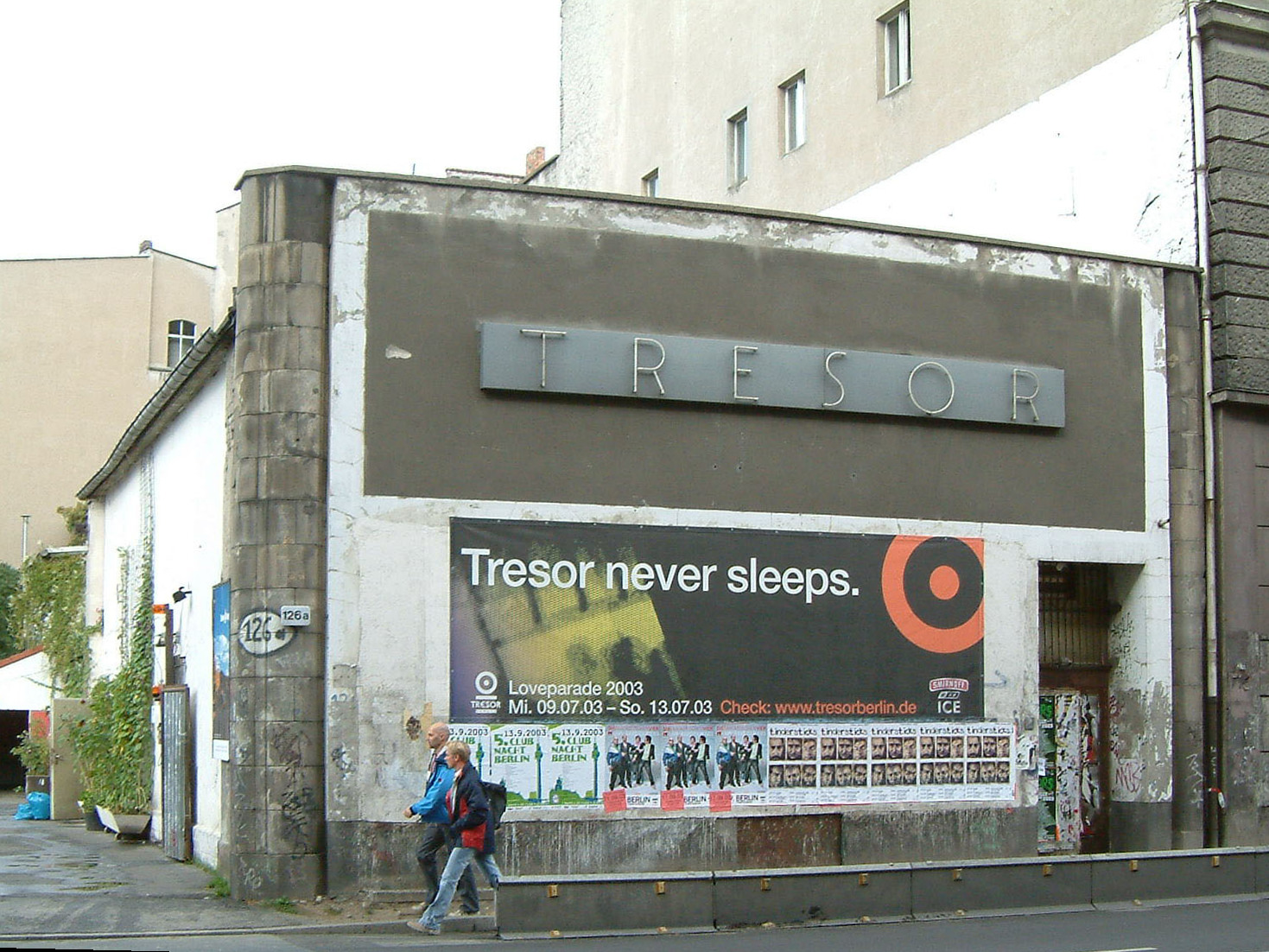
Tresor, mítico club techno de Berlín.

En Alemania, y de modo paralelo a lo que ocurrió en el Reino Unido, creció el interés popular por la música electrónica de baile en diferentes puntos del país a partir de los años 1980. En Fráncfort funcionaba uno de los clubs más veteranos de Europa, el Dorian Gray Technoclub, con una programación originalmente orientada hacia la EBM. En Colonia se desarrolló una importante escena acid, mientras que en Múnich el pinchadiscos DJ Hell se convirtió en el gurú local de estos sonidos. En Berlín, los DJs Westbam y Dr. Motte crearon UFO, primer embrión de la escena berlinesa de fiestas ilegales, y cofundaron la Love Parade. Tras la caída del Muro de Berlín en 1989, la escena de fiestas libres techno creció por toda Alemania del Este, consolidándose una escena rave comparable a la que existía en la época en el Reino Unido.
Hacia 1991, varios espacios dedicados a las fiestas de música electrónica cerraron (entre ellos UFO) y la escena techno de Berlín quedó centrada en torno a tres lugares próximos al Muro: Planet (más tarde llamado E-Werk por Paul van Dyk), Der Bunker y el más longevo Tresor fundado en marzo de 1991. En este último fue donde se desarrolló una cierta estética paramilitar dentro de la comunidad techno, posiblemente como expresión del compromiso de la corriente influenciada por el sonido de Underground Resistance. Además, la conexión con Detroit se tradujo en programaciones donde compartían cartel "héroes locales con invitados de excepción como UR y Eddie Fowlkes", así como una estrecha colaboración con la división discográfica del club.
Progresivamente, los DJs alemanes fueron intensificando la velocidad y dureza del sonido, de modo que el techno con reminiscencias acid de principios de los años 1990 empezó a trasmutar en hardcore o techno hardcore. Se trata de un sonido fuertemente influido por el gabber neerlandés y el hardcore belga. Otras influencias que dotaron de personalidad a este estilo fueron la EBM de mediados de la década de 1980, cuyos grupos más representativos eran DAF, Front 242 y Nitzer Ebb. Los seguidores de este tipo de techno alemán lo llamaban en la época "Tekkno" o "Bretter".
Tras el hardcore, el techno toma varios caminos en Alemania en la primera mitad de los años 1990. Hacia 1992 comienza a hacerse cada vez más popular el sonido místico del trance, preconizado por DJs como Dr. Motte o Sven Väth. Alemania también participa de la explosión creativa del ambient techno de la época. Otra ramificación del género tiene lugar hacia mitad de la década cuando surge en Berlín el llamado dub techno de la mano del proyecto Maurizio, que operaba desde la plataforma del sello Basic Channel. Este género híbrido entre la electrónica de club y el dub jamaicano es una manifestación del minimal techno y ha inspirado e influenciado a toda una generación de productores como Pole, Monolake, Richie Hawtin, Scion, Vladislav Delay o Deadbeat.

#### Alianzatechno: Berlín & Detroit
En 1993, el sello alemán Tresor publicó el álbum recopilatorio Tresor II: Berlín & Detroit - A Techno Alliance, reflejo de la importancia que tuvo la conexión entre ambas ciudades. A través de esta "alianza" ambas ciudades y escenas musicales se beneficiaron mutuamente, pues el detroit techno logró una importante difusión internacional al tiempo que Tresor ganó en respeto y reputación. En la práctica, esta colaboración se concretó en la contratación habitual de DJs estadounidenses en el club berlinés. Algunos de ellos llegaron incluso a residir en Berlín, como Jeff Mills y Blake Baxter. Todo ello tuvo su materialización en el plano musical. Con el apoyo de Tresor, Underground Resistance publicó la serie de discos X-101/X-102/X103 y Juan Atkins colaboró con Moritz Von Oswald y Thomas Fehlmann bajó el nombre 2MB. Además, el sello Basic Channel, muy vinculado a Tresor, consiguió que su material fuera masterizado en la National Sound Corporation de Detroit, la principal casa de masterización de la escena techno de Detroit.

### Hardcore y free parties
El hardcore es un estilo derivado del techno que desde su nacimiento ha gozado de gran popularidad en Europa, especialmente entre jóvenes de clase obrera. Nace entre principios y mediados de los años 1990 en varios lugares simultáneamente, entre los que se encuentran Países Bajos, Alemania, Italia, Bélgica y Gran Bretaña. El estilo se caracteriza por un tempo rápido o muy rápido (normalmente por encima de 180 ppm) muchas veces construido mediante la aceleración de los discos de techno. Es habitual el uso distorsionado y rítmico de sonidos de carácter industrial.

"Musicalmente, el hardcore es una derivación del techno hecha en Londres y sus alrededores que se define por sus breaks acelerados en contraposición con los ritmos programados del trance o del house".

Existen diferentes estilos de techno hardcore. En Inglaterra va fuertemente unido al fenómeno rave, que en su cénit podía llegar a congregar a decenas de miles de jóvenes en las llamadas "free parties". En este contexto un tipo de techno acelerado y muy rápido se hace popular, el conocido ahora como breakbeat hardcore, ardkore o simplemente música rave. Este sonido evoluciona y toma a grandes rasgos dos variantes: por un lado la del jungle, que hace énfasis en los breaks y tiene un sonido más oscuro, y por otro la del happy hardcore, que mantiene la estructura 4x4, el tempo por encima de 160 bpm y el sonido "chillón". Este happy hardcore tiene mucho que ver con el gabber neerlandés, con el que a veces se confunde. El gabber se caracteriza por un tempo que va de 150 a 220 bpms y un bombo muy distorsionado, todo ello combinado con samples acelerados de una temática que suele girar en torno a las drogas o la violencia. El gabber fue muy popular especialmente en Países Bajos, Alemania, Italia y Bélgica.
La escena rave alcanzó tal dimensión en Inglaterra que se hizo incontrolable, generando una reacción muy negativa en la opinión pública inglesa de la época. Ello trajo consigo finalmente su prohibición en 1994 a través de la ley conocida como "Criminal Justice and Public Order Act". Buena parte del público de las raves dejaron la isla, continuando el movimiento free party en otras zonas de Europa o Estados Unidos, y también en lugares remotos como Goa en India, la costa este de Australia o Koh Phangan en Tailandia. En Europa no se han dejado de hacer raves desde sus inicios.

### Otros subgéneros y comercialización
Hacia el final de la primera mitad de los años 1990, el techno había alcanzado un punto de desarrollo tal que hacía difícil en ocasiones encuadrar a cada artista o canción nueva en un género delimitado de forma precisa. El paso del techno por diferentes países y escenas fue dejando en el estilo un número indefinido de influencias distintas que se materializaron en diferentes subestilos o subgéneros, cada uno con un conjunto de características que lo dotan de personalidad propia dentro de la categoría más amplia del techno. Las diferentes modas también han tenido un efecto sobre las denominaciones que se dan a cada subgénero.
Así, algunos ejemplos aún no mencionados de formas de techno o derivaciones del mismo que guardan grandes diferencias tanto en su estructura rítmica como en su sonoridad, como incluso en su objetivo (politizado o comercial, para bailar o para escuchar en casa) con el sonido original, incluyen diferentes manifestaciones del hardcore y del trance, el hard techno, el Birmingham techno abanderado por Surgeon, el click techno o la variante de minimal techno asociada a Richie Hawtin y su sello Minus.
La implantación y el posterior seguimiento masivo y generalizado del techno propiciaron un interés creciente de la industria musical con el objeto de obtener beneficios comerciales. Prueba de ello son temas como "Dass Boot" de U96 (1991) o "James Brown Is Dead" de L.A. Style, que podrían considerarse las primeras de una secuencia de producciones que se lanzaron como "techno comercial". Desde entonces, innumerables artistas de todos los géneros musicales han utilizado elementos del techno, tanto de su música como de su estética, en su propuesta artística. Como con otras manifestaciones artísticas, grandes empresas de la sociedad de consumo han intentado aprovecharse del tirón popular del techno.

### Otras escenas regionales
En Europa, el techno llega a Italia en 1992 desarrollándose dos escenas diferentes, una en Reggio Emilia y otra en Nápoles. La primera tenía una línea orientada hacia el hardcore mientras que la segunda producía techno de corte más clásico con artistas como Rino Cerrone, Gaetano Parisio o Marco Carola. Algo similar ocurre en España, donde en las ciudades de Valencia y Barcelona se originaron las primeras escenas techno, a comienzos de los años 1990 en la primera y a mediados de la década en Barcelona. En ambas se dan los primeros pasos del denominado sonido mákina, aproximadamente entre 1989 y 1990. En Valencia emerge el primer grupo que produce techno en España, Megabeat. Tras la caída del comunismo y la división de la antigua Yugoslavia, los antiguos países yugoslavos desarrollan también una cierta escena con artistas como Uros Umek, Valentino Kanzyani y Marko Nastic. Por otra parte, también el techno tiene cierto seguimiento en los países escandinavos. En Suecia, DJs como Adam Beyer o Cari Lekebusch fueron los primeros en mezclar este tipo de sonidos, acercándose Aril Brikha hacia el detroit techno.
Si bien el techno se consagró principalmente en Europa Occidental y en Estados Unidos, desde principios de la década de 1990 da el salto a otros países. En Europa Oriental, el techno se convierte en símbolo del nuevo modelo económico tras la caída del Muro de Berlín. En Sudamérica se producen eventos techno en la primera mitad de esta década en las ciudades más importantes de la región (Quito, Buenos Aires, Bogotá entres muchas otras), aunque no se desarrolla una escena hasta bien avanzada la década. También en Japón existe un gran interés por este género musical, con destacados productores como Ken Ishii conocido como el maestro del techno japonés. Aparte, en Venezuela, surge el género raptor house, influenciado en gran parte por el techno y el house.

## Producción musical

### Consideraciones estilísticas

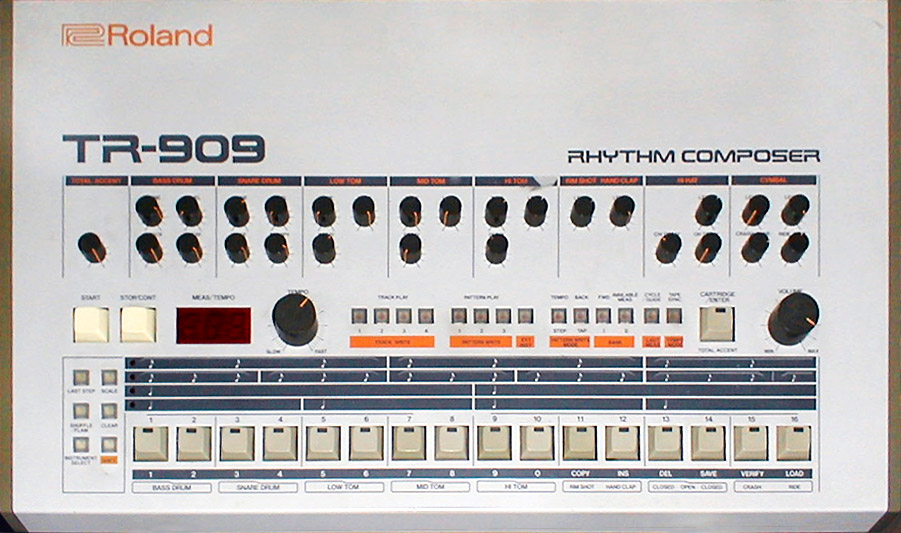
Caja de ritmos TR-909.

El techno es un estilo musical fundamentalmente instrumental, con escasa presencia de vocales. Normalmente se escucha en el contexto de una sesión continua de DJ, durante la cual este avanza de un disco al siguiente a través de su mezcla sincronizada. Buena parte de la instrumentación en el techno pone el énfasis en la sección rítmica, tanto por ser música de baile como por su inserción dentro de la sesión del DJ, pero la utilización de timbres musicales sintéticos es también muy relevante.
El patrón rítmico del techno es prácticamente siempre un four-on-the-floor dentro de un compás de 4/4. En su forma básica, el tiempo viene marcado por el bombo que suena en cada negra o cuarta parte del compás, un golpe de caja ("snap" o "clap") en el segundo y cuarto tiempo del compás, y un hi hat subjetivo  abierto en la mitad de cada tiempo. Se trata de un patrón rítmico típico de la música disco presente también en otras formas musicales anteriores como la polka. El tempo suele oscilar entre 120 y 150 bpm, dependiendo del estilo de techno.

### Técnicas de composición
Existen muchas formas de crear techno, pero la mayoría se vale de la utilización de secuenciadores para crear composiciones basadas en loops. Los productores de techno, en vez de utilizar técnicas de composición tradicionales, tienden a trabajar de modo improvisado y suelen tomar el estudio como un instrumento en sí mismo considerado. El equipo de producción se sincroniza utilizando algún tipo de secuenciador MIDI, lo que permite al productor la combinación en un solo arreglo compositivo del sonido de varios aparatos diferentes.
Los instrumentos analógicos que utilizaban los pioneros del techno de Detroit incluían cajas de ritmo como la Roland TR-808 y la TR-909, el generador de líneas de bajo Roland TB-303, y otros sintetizadores como Roland SH-101, Kawai KC10, Yamaha DX7, y Yamaha DX100. La mayor parte de la secuenciación originaria era llevada a cabo vía MIDI utilizando secuenciadores como Korg SQD1 y Roland MC-51, y el sampling era realizado mediante la Akai S500. Desde la segunda mitad de los años 1990, buena parte de este tipo de producción es realizada ya no mediante hardware sino a través de emuladores que se controlan digitalmente desde un ordenador. Los conciertos en directo que se llevan a cabo desde la aparición de los emuladores suelen realizarse mayoritariamente mediante ordenadores portátiles utilizando software.

## Ambient techno
El ambient techno, como se puede intuir por su nombre, es un género musical del techno que incorpora las texturas atmosféricas del ambient con los elementos rítmicos y la producción del techno. Se considera que tomó forma en la década de 1990, con artistas como Aphex Twin, Carl Craig, The Orb, The Future Sound of London, The Black Dog, Pete Namlook y Biosphere.

### Características e influencias
El ambient techno, inspirado en la escena ambient house, fusionó las atmósferas etéreas, vibrantes y acuáticas del ambient experimental y sin ritmo con la electrónica fina y bien producida del techno. Los artistas fusionaron la obra ambiental de Brian Eno, Jon Hassell y Wendy Carlos; con los ritmos de estilos de baile urbano como el techno y el acid house. Los artistas del ambient techno volvieron a los instrumentos de las escenas del Detroit techno y el Chicago house, incluyendo sintetizadores analógicos, la caja de bajos Roland TB-303 y la caja de ritmos TR-909. Los elementos comunes incluían pads de cuerdas con una fuerte reverberación y una sutil programación de batería que iba más allá de los patrones simples del techno y el house 4/4, mientras que los artistas solían restar importancia al sampling.
Una influencia principal en el género fue el álbum E2-E4 de 1984 del músico alemán Manuel Göttsching. El álbum Adventures Beyond the Ultraworld de The Orb de 1991 inspiraría el ambient techno con influencias del dub. Artforum señaló las similitudes del género con el new age: «envolviendo al oyente en un baño de sonido uterino, significa un refugio del entorno, un alivio del estrés de la vida urbana». El crítico Simon Reynolds caracterizó el estilo como un «género post-rave» pensado para la contemplación inmóvil, comparándolo con «el misticismo acuático y los idílicos bosques de Claude Debussy».
El estilo se asociaría con compañías discográficas como Warp, Apollo, GPR o Beyond, con lanzamientos más centrados en álbumes que en sencillos de 12 pulgadas.

### Historia
El ambient techno se apartó del sonido comunitario y bailable que se escuchaba en las raves y, en cambio, ganó popularidad a principios de los 90 como una forma de "música electrónica para escuchar". Artistas como Carl Craig, The Black Dog y The Orb produjeron obras tempranas en este estilo. Los primeros lanzamientos de Carl Craig como parte de la escena techno de Detroit (posteriormente recopilados en el recopilatorio Elements 1989-1990) mostraron un estilo ambiental de "techno interior narcoléptico" e inspiraron a artistas del Reino Unido que buscaban crear música atmosférica para escuchar. La grabación de Aphex Twin de 1991, Analogue Bubblebath, también marcaría un cambio hacia el techno meditativo con influencias ambientales, mientras que su LP de 1992, Selected Ambient Works 85-92, se convirtió en "el buque insignia del género emergente", según SPIN. El productor Pete Namlook publicó una prodigiosa cantidad de música del género, fundando el sello Fax en 1992 y convirtiéndose en un "líder espiritual" del movimiento.
Otros artistas destacados del estilo fueron Irresistible Force, Global Communication o Higher Intelligence Agency. Según AllMusic, los primeros clásicos de la época incluían el LP debut de Aphex Twin, Every Man and Woman Is a Star de Ultramarine (1991), Microgravity de Biosphere (1991) y U.F.Orb de Orb (1992). El autor [[]Sean Albiez]] añadió Colourform de Higher Intelligence Agency (1992) y Temple of Transparent Balls de Black Dog (1993) como ejemplos tempranos. El lanzamiento de la compilación Artificial Intelligence de Warp en 1992 ayudó a establecer el género y presentó pioneros del ambient techno como Aphex Twin, B12, Autechre, Black Dog, Richie Hawtin y Alex Paterson. El álbum Electro-Soma de B12, publicado en Warp en 1993, también fue considerado un clásico del ambient techno por Resident Advisor. The Quietus calificó el trabajo de Luke Slater de principios de los 90 bajo su nombre artístico 7th Plain como crucial para el desarrollo del estilo. Tras el lanzamiento de la serie Artificial Intelligence de Warp, el género se desarrolló aún más dentro de la escena del "intelligent techno".

### Evolución
Durante la década de 1990, álbumes recopilatorios como Chill Out or Die popularizaron el ambient techno y el [[]house]]. Como reacción a los rasgos más acogedores de la escena ambient techno inicial, algunos artistas se inclinaron hacia un sonido más oscuro, presente en lanzamientos como Selected Ambient Works II (1994) de Aphex Twin y proyectos de otros artistas del ambient noir como Seefeel y el dúo David Toop & Max Eastley. La compilación Isolationism de Virgin de 1994 sirvió como resumen de esta tendencia más oscura.
A principios y mediados de los 90, se desarrolló una pequeña red de artistas de ambient techno en torno a los sellos berlineses Basic Channel y Chain Reaction. En 1995, el productor Wolfgang Voigt comenzó a publicar influyentes proyectos de ambient techno como Gas, combinando atmósferas exuberantes y expansivas con ritmos de minimal techno en 4/4. Voigt es codirector del sello alemán Kompakt, que ha publicado entregas de la influyente serie de recopilaciones de ambient techno Pop Ambient anualmente desde 2001.

## Artistas significativos
- Juan Atkins (EE. UU./Detroit)
- Mike Parker (EE. UU.)
- Chris Liebing (Alemania)
- Héctor Sandoval (España)
- Oscar Mulero (España)
- Silent Servant (EE. UU.)
- Carlos García-Vaso (España)
- The Advent (Inglaterra)
- Dave Angel (Inglaterra)
- Oscar Mulero (España)
- Sandwell District (UK/EE. UU.)
- Mike Banks (EE. UU./Detroit)
- Blake Baxter (EE. UU./Detroit)
- Si Begg (Inglaterra)
- Daniel Bell (EE. UU./Detroit)
- Joey Beltram (EE. UU./NY)
- Adam Beyer (Suecia)
- C. J. Bolland (Bélgica)
- Frankie Bones (EE. UU./NY)
- Thomas Brinkmann (Alemania)
- Marco Carola (Italia)
- Basic Channel (Alemania)
- Salvatorecoco (España)
- Dave Clarke (Inglaterra)
- Carl Cox (Inglaterra)
- Carl Craig (EE. UU./Detroit)
- Kirk Degiorgio (Inglaterra)
- Vladislav Delay (Finlandia)
- The Black Dog (Inglaterra)
- Drexciya (EE. UU./Detroit)
- Dominik Eulberg (Alemania)
- A Guy Called Gerald (Inglaterra)
- Laurent Garnier (Francia)
- Fred Giannelli (EE. UU.)
- Hardfloor (Alemania)
- Richie Hawtin (Canadá)
- DJ Hell (Alemania)
- Robert Hood (EE. UU./Detroit)
- Ken Ishii (Japón)
- Speedy J (Holanda)
- Kenny Larkin (EE. UU./Detroit)
- Cari Lekebusch (Suecia)
- LFO (Inglaterra)
- Derrick May (EE. UU./Detroit)
- Jeff Mills (EE. UU./Detroit)
- Moritz Von Oswald (Alemania)
- Lukas Mors (Argentina)
- Orbital (Inglaterra)
- James Pennington (EE. UU./Detroit)
- Regis (Inglaterra)
- DJ Rush (EE. UU./Chicago)
- Kevin Saunderson (EE. UU./Detroit)
- Anthony Shakir (EE. UU./Detroit)
- Slam (Inglaterra)
- Luke Slater (Inglaterra)
- Pan Sonic (Finlandia)
- 808 State (Inglaterra)
- Surgeon (Inglaterra)
- System 7 (Inglaterra)
- Keith Tucker (EE. UU./Detroit)
- Umek (Eslovenia)
- UR (EE. UU./Detroit)
- Underworld (Inglaterra)
- Octave One (EE. UU./Detroit)
- Sven Väth (Alemania)
- Fidel Nath The Lord Of Machines (Mexico)
- Ricardo Villalobos (Chile)
- Joris Voorn (Holanda)
- Adam X (EE. UU./NY)
- Oliver Ho (Inglaterra)
- Ben Klock (Alemania)
- Cristian Varela (España)
- David Meiser (España)
- Dj Pepo (España)
- Samuli Kemppi (FInlandia)

- Kessell (España)

## Filmografía
- High Tech Soul. Dirigida por Gary Bredow. Plexifilm, 2006. 64 minutos.